# Mar de bronce

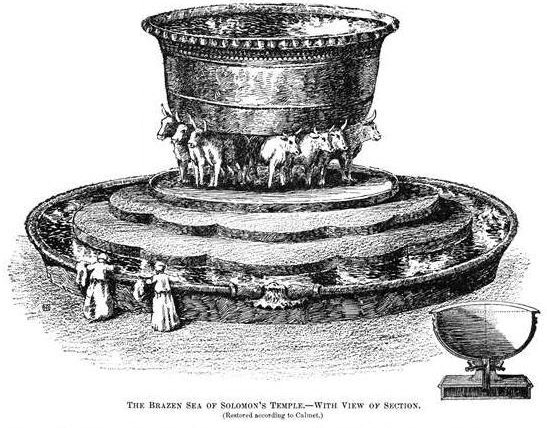
Representación del Mar de bronce en la Jewish Encyclopedia (Enciclopedia Judía) de 1906.

Mar de bronce es el nombre con el que se conoció un gran recipiente circular, de diez codos (4,40 metros) de diámetro y cinco de profundidad (2,20 m) con un palmo de grosor, que Salomón mandó fundir para el Templo de Jerusalén. En el mismo cabían entre dos y tres mil “batos” de agua (cantidad que oscila, según el sistema usado, entre los 74 000 litros ya que un bato equivale a 37 litros).
Se describe como un vaso o cisterna de bronce, cuyo borde era semejante al de una copa; su borde se parecía a una flor de lirio. Descansaba sobre doce bueyes del mismo metal, cuyas partes posteriores quedaban enteramente ocultas hacia la parte de adentro, según se lee en el cap. VII del libro 1.º de Reyes, y tres de estos bueyes miraban al septentrión, tres al occidente, tres al mediodía y tres al oriente.
Este gran vaso era redondo y de un borde al otro media 4 metros, su altura era de 2 metros y 25 centímetros y su circunferencia era de 13 metros y medio. Cada 45 centímetros había 10 frutos. Las paredes del tanque eran de 8 centímetros de grueso; su borde se parecía a una flor de lirio abierta; en el tanque cabían 44 000 litros de agua.
El Mar de bronce estaba delante del templo para que los sacerdotes hicieran sus abluciones antes y después de los sacrificios Algunas fuentes describen que el agua salía de la boca de los bueyes que sostenían este vaso por medio de canillas puestas en ellas, y mandó asimismo Salomón hacer otras diez conchas para el uso interior del templo, las cuales se movían sobre ruedas. La Biblia relata que fue destruido por los babilonios al tomar la ciudad.

### Visual
- Le Temple de Jérusalem videorecording, París: Kol-Or films, 2000, 1 VHS SECAM, 60 min.
- Temple in Jerusalem (videorecording), Vermont: The History channel, 2006, 1 DVD PAL, 60 min.

- Datos: Q3306192
- Multimedia: Molten Sea / Q3306192